# Prestige Records
Prestige Records – amerykańska wytwórnia płytowa, założona w 1949 w Nowym Jorku przez Boba Weinstocka. Na początku istnienia firma specjalizowała się w produkcji płyt jazzowych.

## Historia
Wytwórnia pod pierwotną, krótkotrwałą nazwą „New Jazz Records” powstała w Nowym Jorku z siedzibą przy 446 West 50th Street. Jej polem działania miał być w szerokim zakresie jazz z naciskiem na style wówczas współczesne, takie jak bebop, hard bop czy cool. Początkowo wydawała płyty szybkoobrotowe: na 78 i 45 RPM. W 1958 zaczęła zakładać filie. Powstały marki: Swingsville, Moodsville i Bluesville. Rozszerzyła także profil wydawniczy o takie gatunki, jak blues, rhythm and blues i folk.
W 1971 wytwórnia została sprzedana firmie Fantasy, która wznowiła wiele nagrań Prestige pod szyldem „Original Jazz Classics” (OJC). Inicjatywa ta obejmowała także reedycje innych przejętych wytwórni, np. Riverside. W 2005 Fantasy została wykupiona przez Concord Records, największą niezależną wytwórnię jazzową w Stanach Zjednoczonych. Pomimo zmian własnościowych marka „Prestige” nadal jest obecna na rynku fonograficznym.

## Wybrani artyści Prestige
Mose Allison, Art Blakey, Rusty Bryant, Kenny Burrell, Buck Clayton, Arnett Cobb, John Coltrane, Sonny Criss, Eddie „Lockjaw” Davis, Miles Davis, Eric Dolphy, Red Garland, Wardell Gray, Bennie Green, Barry Harris, Coleman Hawkins, Richard Holmes, Lightnin’ Hopkins, Jazzmeia Horn, Charles Kynard, Azar Lawrence, Herbie Mann, Jack McDuff, Jackie McLean, James Moody, Oliver Nelson, Sonny Rollins, Idrees Sulieman, Clark Terry, Mal Waldron, Jimmy Witherspoon